# 평방킬로미터 간섭계

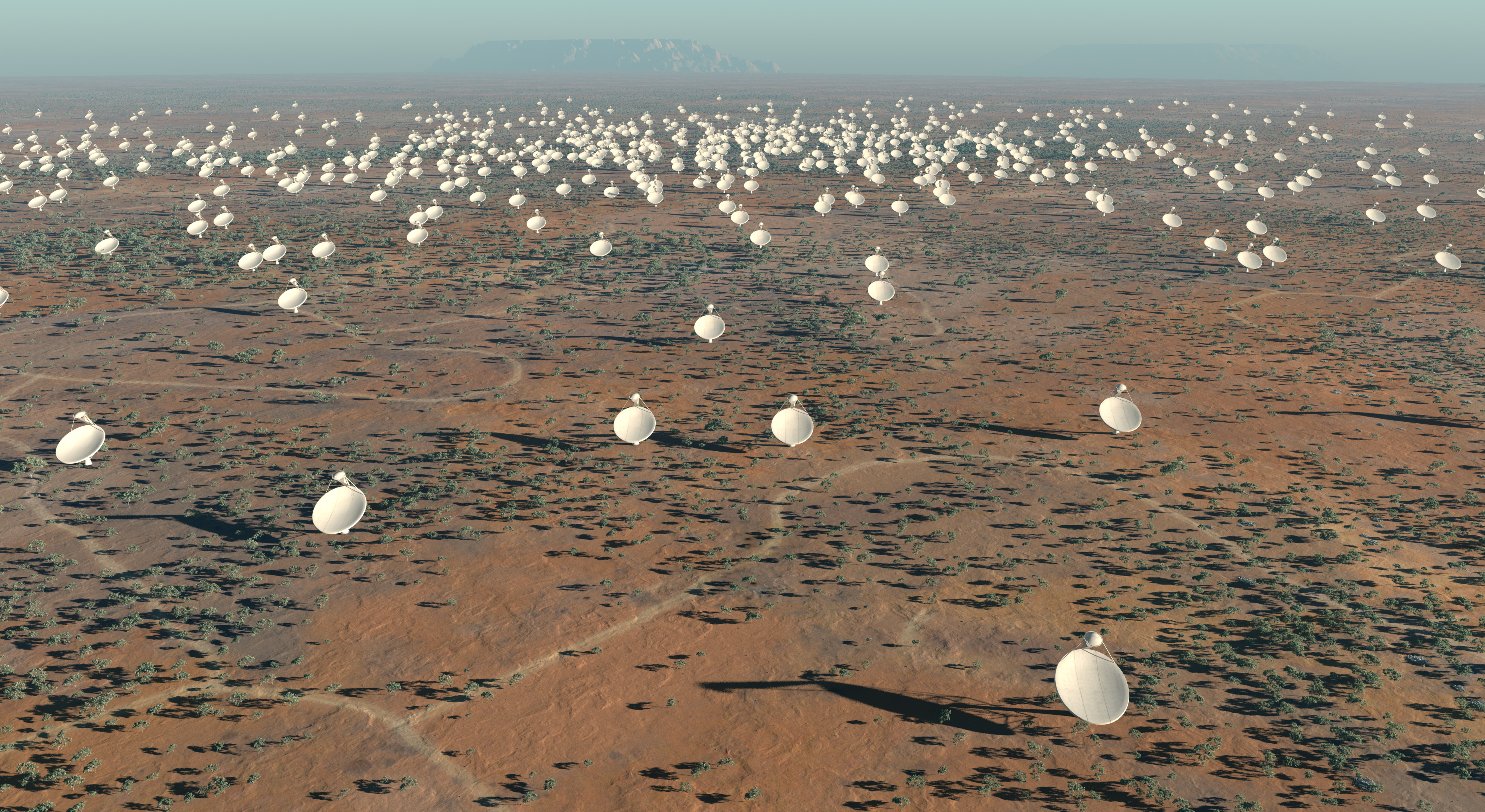

평방킬로미터 간섭계 또는 스퀘어킬로미터 어레이(Square Kilometre Array, SKA)는 오스트레일리아와 남아프리카에서 세워지고 있는 정부간 국제 전파망원경 프로젝트이다. 하부 구조인 망원경 SKAO(Square Kilometre Array Observatory)와 본사는 영국의 조드럴 뱅크 천문대에 위치해 있다. SKA의 핵심부는 우리은하의 관찰에 최적이고 무선 간섭이 최저에 달하는 남반구에서 건조되고 있다.
1990년대에 착안하여 2010년대 말 추가 개발, 설계가 이루어졌고 2020년대에 완공을 목표로 하고 있으며 총 면적은 약 1제곱킬로미터에 달한다. 상당한 주파 대역으로 운영되므로 그 규모는 다른 무선장비 대비 50배나 더 민감하다. 계획대로 건조되면 이전보다 10000배 이상 더 빠르게 천문측량이 가능해진다.
SKAO 컨소시엄은 2019년 3월 로마에서 설립되었다.

## 멤버

SKA 준비 단계에 참여한 국가

2021년 2월 기준으로 SKAO 컨소시엄의 멤버는 아래와 같다:
- 오스트레일리아
- 캐나다
- 중국: 중국과학원
- 프랑스: 프랑스 국립과학연구센터
- 독일: 막스 플랑크 협회
- 인도
- 이탈리아
- 포르투갈
- 남아프리카
- 스페인
- 스웨덴
- 스위스: 로잔 연방 공과대학교
- 네덜란드
- 영국

2022년 12월 기준으로 16개 국가가 이 프로젝트에 참여하고 있다.

## 같이 보기
- 직경 500미터 구면 전파망원경
- LOFAR